# مكدامية ضيقة الأوراق
مكدامية ضيقة الأوراق (الاسم العلمي:Macadamia angustifolia) هي نوع نباتي يتبع جنس المكدامية من الفصيلة البروطية.